# جنوب إيجة
إقليم جنوب إيجة هو أحد أقاليم اليونان. ويتكون من مجموعات جزر سيكلادس ودوديكانيسيا في وسط وجنوب شرق بحر إيجة.

## أعلام
- ميشاليس مانياس